# Echte Kremplinge
Die Echten Kremplinge (Paxillus) sind eine Pilzgattung aus der Familie der Kremplingsverwandten. Trotz ihres lamellenartig ausgebildeten Hymenophors gehören sie zur Dickröhrlingsverwandtschaft. Früher beinhaltete die Gattung auch die saprob lebenden Holzkremplinge (Tapinella), die innerhalb der Dickröhrlingsartigen aber in die phylogenetisch basal stehende Familie der Holzkremplingsverwandten stehen.
Die Typusart ist der Kahle Krempling (P. involutus).

## Merkmale
Die Echten Kremplinge sind mittelgroße Pilze mit einem zentralen oder seitlichen Stiel. Der Hutrand ist lange eingerollt, die Lamellen sind leicht vom Hut ablösbar und laufen weit am Stiel herab, sie sind hellbraun gefärbt und teilweise querverbunden. Der Hut der Kremplinge ist glatt. Die Fruchtkörper zeigen keine Vela. Bei den Fruchtkörpern herrschen braune Farbtöne vor. Das Sporenpulver ist je nach Art ockerbraun bis dunkel schokoladenbraun und kann zudem grünliche oder Orange- bis Rottöne enthalten.
Das Hymenium ist nicht nur auf das Hymenophor beschränkt, sondern bedeckt als Caulohymenium auch die Stieloberfläche. Zystiden kommen sowohl im Hymenium als auch im Basalmyzel als auch auf der Rhizomorphenoberfläche vor.
Die Rhizomorphen sind wie für Vertreter der Dickröhrlingsartigen typisch hoch differenziert und zeigen typische Merkmale wie tracheenartige zentrale Leithyphen mit reduzierten Septen, Knotenbildung und rückwärts gerichtete Verzweigungen. Zudem werden im Myzel bzw. an den Rhizomorphen Sklerotien in der Größe von 0,1 mm bis 2 mm (je nach Art) ausgebildet.
Das Hyphensystem ist monomitisch, Schnallen treten durchgehend in allen Geflechten auf.

## Ökologie
Die Kremplinge der Gattung Paxillus sind Ektomykorrhizabildner. Hierbei sind die Vertreter der Untergattung Alnopaxillus streng an Erlen gebunden.

## Arten

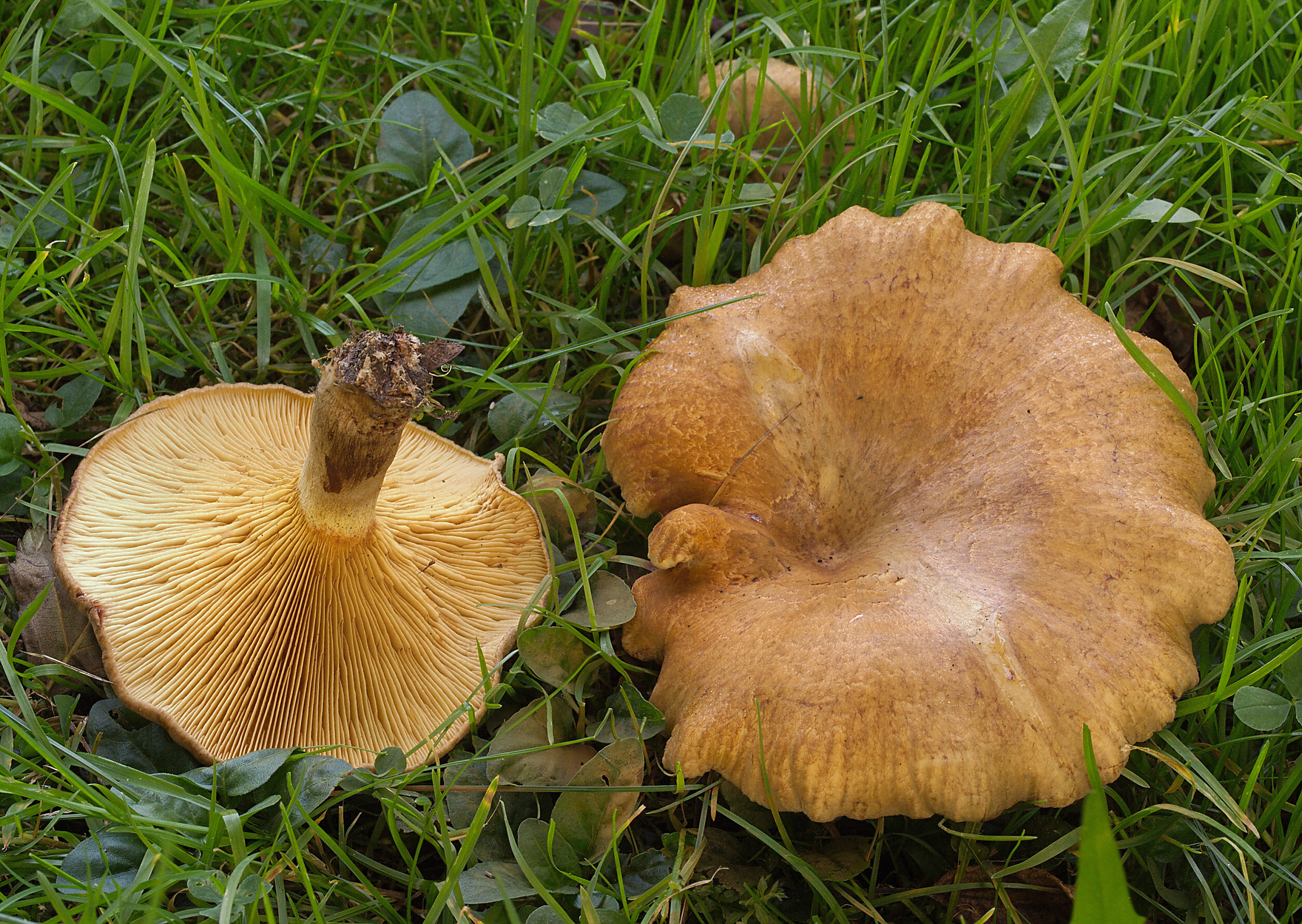
Erlen-Krempling (Paxillus rubicundulus)

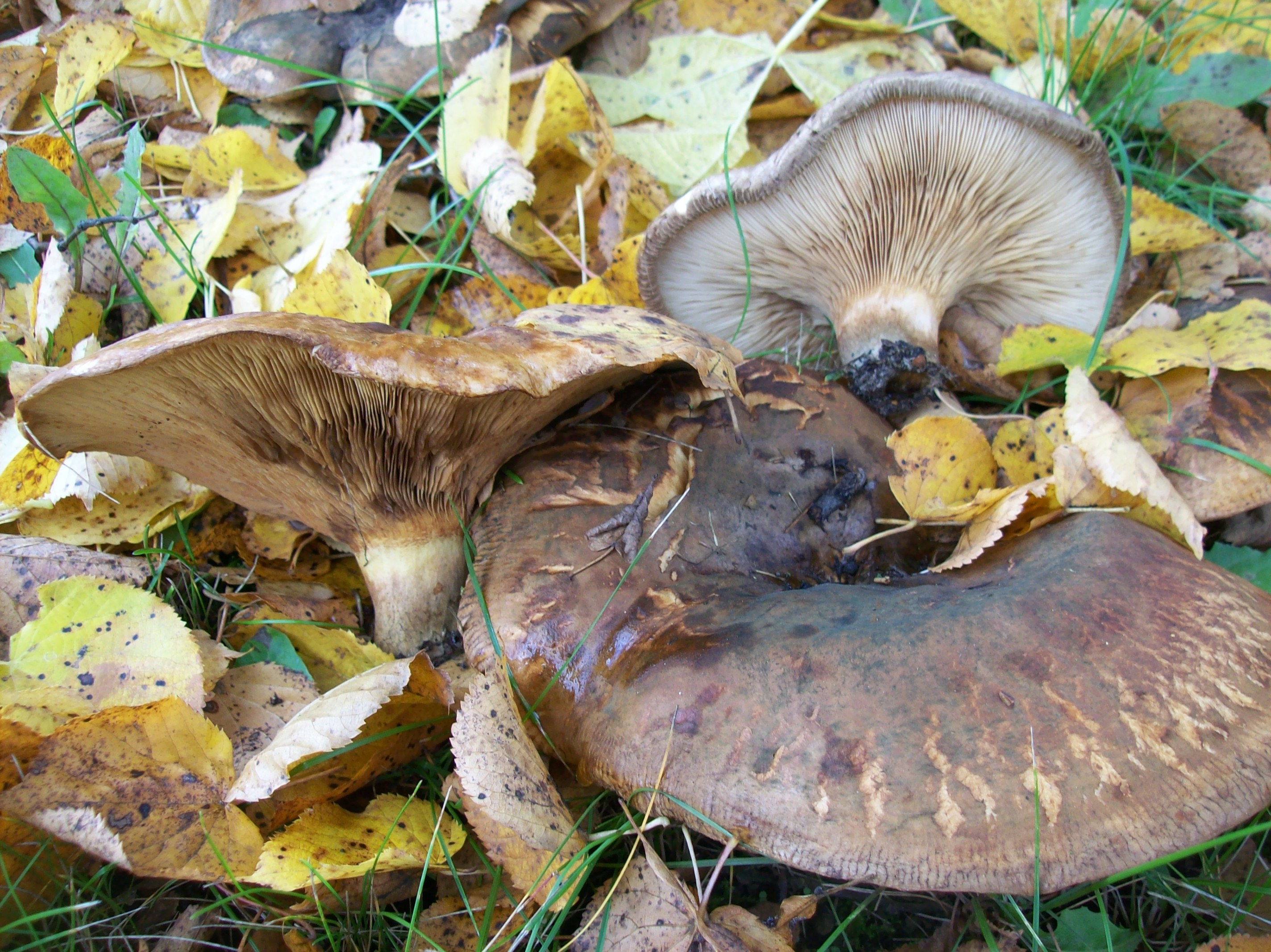
Großer Krempling (Paxillus validus)

Die Gattung ist hauptsächlich in der gemäßigten Zone der Nordhemisphäre verbreitet.
In Europa kommen folgende Arten vor bzw. sind dort zu erwarten:
| Echte Kremplinge (Paxillus) in Europa |                           |                                                     |
| \| Deutscher Name \| Wissenschaftlicher Name \| Autorenzitat \| \| ---------------------------------- \| ------------------------- \| --------------------------------------------------- \| \| \| Paxillus adelphus \| J.-P. Chaumeton, Gryta, Jargeat & P.-A. Moreau 2016 \| \| Weißlicher Krempling \| Paxillus albidulus \| Šutara 1992 \| \| \| Paxillus ammoniavirescens \| Contu & Dessì 1999 \| \| \| Paxillus cuprinus \| Jargeat, Gryta, J.-P. Chaumeton & Vizzini 2014 \| \| Kahler oder Verkahlender Krempling \| Paxillus involutus \| (Batsch 1786 : Fries 1821) Fries 1838 \| \| Dunkelsporiger Krempling \| Paxillus obscurisporus \| C. Hahn 1999 \| \| \| Paxillus olivellus \| J.-P. Chaumeton, Gryta, Jargeat & P.-A. Moreau 2016 \| \| Erlen-Krempling \| Paxillus rubicundulus \| P.D. Orton 1969 \| \| Großer Krempling \| Paxillus validus \| C. Hahn 1999 \| \| \| Paxillus zerovae \| Wasser 1973 \| |                           |                                                     |
| Deutscher Name | Wissenschaftlicher Name   | Autorenzitat                                        |
| | Paxillus adelphus         | J.-P. Chaumeton, Gryta, Jargeat & P.-A. Moreau 2016 |
| Weißlicher Krempling | Paxillus albidulus        | Šutara 1992                                         |
| | Paxillus ammoniavirescens | Contu & Dessì 1999                                  |
| | Paxillus cuprinus         | Jargeat, Gryta, J.-P. Chaumeton & Vizzini 2014      |
| Kahler oder Verkahlender Krempling | Paxillus involutus        | (Batsch 1786 : Fries 1821) Fries 1838               |
| Dunkelsporiger Krempling | Paxillus obscurisporus    | C. Hahn 1999                                        |
| | Paxillus olivellus        | J.-P. Chaumeton, Gryta, Jargeat & P.-A. Moreau 2016 |
| Erlen-Krempling | Paxillus rubicundulus     | P.D. Orton 1969                                     |
| Großer Krempling | Paxillus validus          | C. Hahn 1999                                        |
| | Paxillus zerovae          | Wasser 1973                                         |

Der Große Krempling (Paxillus validus) ist anhand der ITS-Region der DNA nicht von dem früher beschriebenen Paxillus ammoniovirescens unterscheidbar, sodass es sich hierbei um Synonyme handeln kann. Der Name Paxillus ammoniovirescens besäße dann Priorität. Morphologisch ist eine Unterscheidung der beiden Taxa hingegen möglich.

## Bedeutung

### Etymologie
Der Gattungsname (lateinisch paxillus – kleiner Pfahl) bezieht sich auf den kurzen oder bei manchen Arten fehlenden Stiel.

### Speisewert
Mehrere Arten der Kremplinge sind neu beschrieben oder wenig bekannt. Der Kahle Krempling kann das lebensgefährliche Paxillus-Syndrom auslösen. Dementsprechend müssen auch verwandte Arten als giftverdächtig gelten.